# Гриненки
Грине́нки — село в Україні, у Брацлавській селищній громаді Тульчинського району Вінницької області. Населення становить 461 особу.

## Географія
У селі бере початок річка Пуцавка, права притока Південного Бугу. Біля села знаходиться лісовий заказник місцевого значення Брацлавська дача.

## Історія
7 (20) листопада 1917 року, відповідно до Третього Універсалу Української Центральної Ради, увійшло до складу Української Народної Республіки.
12 червня 2020 року, відповідно до Розпорядження Кабінету Міністрів України від  № 707-р «Про визначення адміністративних центрів та затвердження територій територіальних громад Вінницької області», увійшло до складу Брацлавської селищної громади.
19 липня 2020 року, в результаті адміністративно-територіальної реформи та ліквідації Немирівського району, село увійшло до складу Тульчинського району.

## Населення

### Мова
Розподіл населення за рідною мовою за даними перепису 2001 року:
| Мова            | Кількість | Відсоток |
| --------------- | --------- | -------- |
| українська      | 453       | 98.26%   |
| російська       | 5         | 1.08%    |
| ромська         | 1         | 0.22%    |
| інші/не вказали | 2         | 0.44%    |
| Усього          | 461       | 100%     |